# Antonio Petray
Antonio Petray fue un famoso actor de circo y teatro argentino de larga trayectoria artística.

## Carrera
Iniciado en el mítico circo argentino, Antonio Petray, se lució notablemente a fines del siglo XIX y comienzos del siglo XX con interpretaciones cómicas gauchescas.
Rivales de la histórica Familia Podestá, integró junto a sus hermanos Celestino Petray (creador de la mejor "machietta" que se hizo del Cocoliche, en Juan Moreira) y Alcides Petray (padre del primer actor Pepito Petray), un trío de artistas circenses formando así los primeros circos en Argentina.
En 1896, Gabino Ezeiza presenta la primera payadora argentina, Aída Reina, en el Circo de los hnos Petray. El Circo Paysandú de los hermanos Petray y hermanos Varela fue uno de los más populares del país.
A comienzos del siglo XX hizo gira por España, formando parte de un elenco que contaba con la presencia de Alfredo Gobbi. En 1902 pasa a integrar la Compañía de Jerónimo Podestá con Orfilia Rico, estrenando diversas obras en el Teatro Rivadavia. Ya en 1909 formó su propia compañía teatral con la dirección de Edelmiro del Castillo presentando obras de autores como Florencio Sánchez y Eduardo Gutiérrez.

## Teatro
- La señorita del cura (1883) junto a Celestino P., Blanca Podestá y Salvador Rosich.
- Juan Moreira (1886)
- Tancredi el chacarero (1903), su gran éxito nacional.
- M' hijo el dotor (1909)
- Pastor Luna (1909)